# Fahrenwalde
Fahrenwalde je obec v zemském okrese Přední Pomořansko-Greifswald v německé spolkové zemi Meklenbursko-Přední Pomořansko. V roce 2015 zde žilo 309 obyvatel.

## Poloha
Obec leží na východě Meklenburska-Předního Pomořanska u jeho hranic s Braniborskem. Sousední obce jsou: Bergholz, Brüssow (Braniborsko), Pasewalk, Polzow, Rollwitz, Rossow a Schönfeld (Braniborsko).